# Rue Charles-Robin
La rue Charles-Robin est une voie du 10e arrondissement de Paris, en France.

## Situation et accès
La rue Charles-Robin est une voie publique située dans le 10e arrondissement de Paris. Elle débute au 37, avenue Claude-Vellefaux et se termine au 38, rue de la Grange-aux-Belles.
La rue Charles-Robin est piétonnière.

## Origine du nom
Elle porte le nom de Charles Philippe Robin (1821-1885), médecin et physiologiste.

## Historique
La rue Charles-Robin, qui était précédemment une partie de l'avenue Claude-Vellefaux, a été ouverte par ordonnance du 8 juin 1825 et a pris son nom actuel le 26 décembre 1893.

## Bâtiments remarquables et lieux de mémoire

La rue Charles Robin
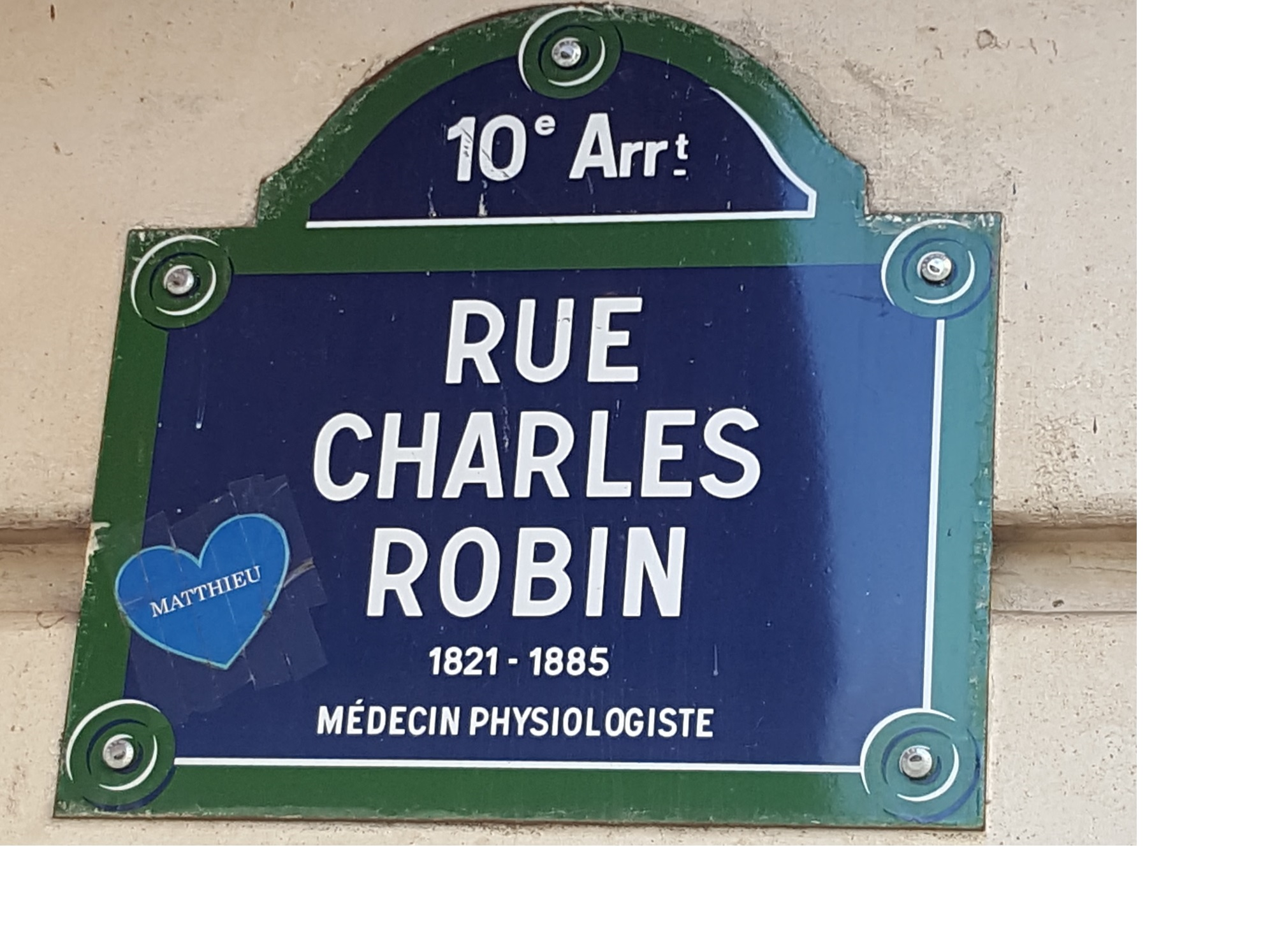
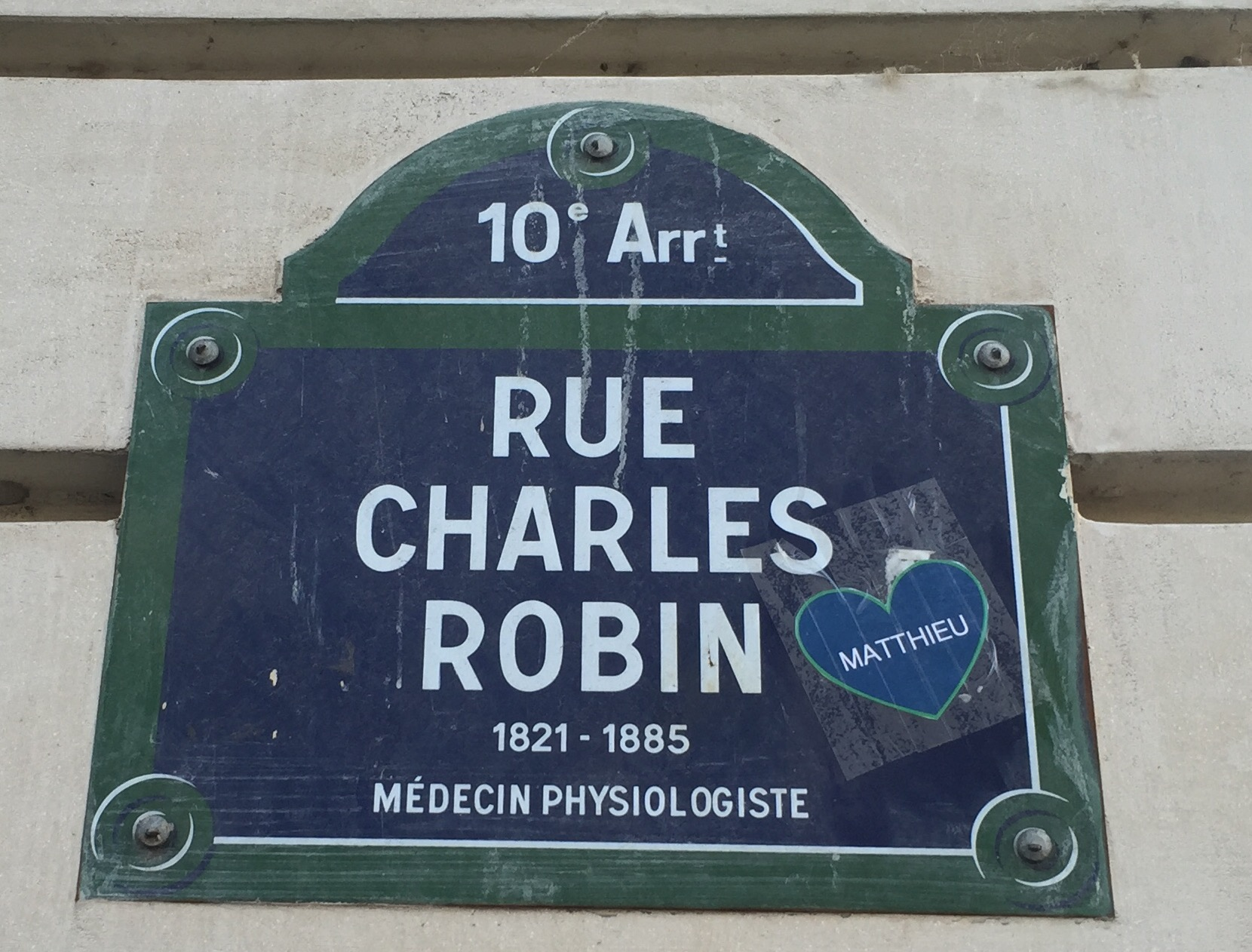